# Firecreek
 Firecreek és una pel·lícula de western estatunidenca, dirigida per Vincent McEveety i estrenada el 1968. Ha estat doblada al català.

## Argument
El poble tranquil de Firecreek és pres a l'assalt per una partida de fugitius sense escrúpols. Els mana Bob Larkin (Henry Fonda); ell i els seus mercenaris devasten la ciutat i trastornen l'ordre establert fent regnar el terror entre els vilatans. El xèrif Johnny Cobb (James Stewart) s'enfronta amb una situació per la qual no estava preparat, i ha de triar per la comunitat.
En aquest clima d'opressió, els habitants resten impotents, massa febles o massa espantats per agafar les armes, el xèrif sap que el pitjor és per venir. Però quant de temps encara podrà tancar els ulls?

## Repartiment
- James Stewart: Johnny Cobb
- Henry Fonda: Bob Larkin
- Inger Stevens: Evelyn Pittman
- Gary Lockwood: Earl
- Dean Jagger: Whittier
- Ed Begley: Reverend Broyles
- Jay C. Flippen: Mr. Pittman
- Jacqueline Scott: Henrietta Cobb
- Morgan Woodward: Willard
- John Qualen: Hall
- Louise Latham: Dulcie
- Athena Lorde: Bertha Littlejohn